# Ivan Boldirev
Ivan B. Boldirev (serbisch-kyrillisch Иван Болдирев; * 15. August 1949 in Zrenjanin) ist ein ehemaliger jugoslawisch-kanadischer Eishockeyspieler. In seiner Karriere spielte er von 1970 bis 1985 in der National Hockey League für die Boston Bruins, California Golden Seals, Chicago Black Hawks, Atlanta Flames, Vancouver Canucks und die Detroit Red Wings auf der Position des Centers.

## Karriere
Ivan Boldirev wurde 1949 im jugoslawischen Zrenjanin geboren. Im Kindesalter emigrierte er mit seiner Familie in die kanadische Ortschaft Sault Ste. Marie in der Provinz Ontario. Bis 1967 spielte er bei einem örtlichen Juniorenverein, von 1967 bis 1969 ging er für die Oshawa Generals in der Ontario Hockey Association aufs Eis. Beim NHL Amateur Draft 1969 wurde der Spieler in der ersten Runde an elfter Position von den Boston Bruins ausgewählt. Nach dem Draft absolvierte der den Großteil von zwei Spielzeiten bei den Oklahoma City Blazers in der Central Hockey League.
In der NHL-Saison 1971/72 kam er in den ersten elf Spielen der Bruins zum Einsatz, bevor er am 17. November 1971 im Tausch gegen Rich LeDuc und Chris Oddleifson zu den California Golden Seals transferiert wurde. Nach rund drei Spielzeiten für eines der schlechtesten Teams der National Hockey League wurde der Stürmer am 24. Mai 1974 an die Chicago Black Hawks abgegeben. California erhielt im Gegenzug die Spieler Mike Christie und Len Frig. In Chicago steigerte sich seine Punkteausbeute. Boldirev spielte in einer Reihe mit Grant Mulvey und Darcy Rota und kam besonders häufig bei Überzahl-Situationen zum Einsatz. 1977 und 1978 war er Chicagos Topscorer, zudem erhielt er 1978 eine Einladung für das NHL All-Star-Game.
Nach fast fünf Jahren bei den Black Hawks wurde er nach einem Tauschgeschäft am 13. März 1979 gemeinsam mit Darcy Rota und Phil Russell an die Atlanta Flames abgegeben. Im Gegenzug wechselten Tom Lysiak, Pat Ribble, Greg Fox, Harold Phillipoff und Miles Zaharko nach Chicago. Elf Monate später wurde Boldirev zu den Vancouver Canucks transferiert. In der NHL-Saison 1981/82 erreichte Ivan Boldirev mit den Canucks das Stanley-Cup-Finale. Die Canucks unterlagen dort den New York Islanders in der Best-of-Seven-Serie mit 0:4.
Am 17. Januar 1983 transferierten ihn die Canucks im Tausch gegen Mark Kirton zu den Detroit Red Wings. In der Saison 1983/84 stellte er mit 83 erzielten Scorerpunkten in 75 absolvierten Partien seine persönliche Bestmarke auf. Nach einer weiteren Spielzeit in Detroit beendete der Linksschütze seine Karriere.

## Erfolge und Auszeichnungen
- 1971 CHL Second All-Star Team
- 1978 Teilnahme am NHL All-Star-Game

## Karrierestatistik
(Legende zur Spielerstatistik: Sp oder GP = absolvierte Spiele; T oder G = erzielte Tore; V oder A = erzielte Assists; Pkt oder Pts = erzielte Scorerpunkte; SM oder PIM = erhaltene Strafminuten; +/− = Plus/Minus-Bilanz; PP = erzielte Überzahltore; SH = erzielte Unterzahltore; GW = erzielte Siegtore; 1 Play-downs/Relegation; Kursiv: Statistik nicht vollständig)